# Xã Crockery, Michigan
Xã Crockery (tiếng Anh: Crockery Township) là một xã thuộc quận Ottawa, tiểu bang Michigan, Hoa Kỳ. Năm 2010, dân số của xã này là 3.960 người.